# Carabus coriaceus
Carabus coriaceus es una especie de coleóptero adéfago de la familia Carabidae. Habita en Europa, donde se encuentra principalmente en bosque caducifolios y bosques mixtos.

## Descripción
Mide entre 26 y 42 mm. Los élitros tienen una apariencia áspera. Le gustan los lugares oscuros en las hojas, debajo de piedras o troncos viejos en descomposición. Sale a cazar al anochecer. Es voraz y ataca a las larvas de los insectos, las babosas, los caracoles y lombrices de tierra.
Al igual que sus congéneres, no puede volar, pero  se adapta particularmente bien a la carrera con sus patas cortas. Se distinguen los machos de las hembras por la anchura de las articulaciones de las patas delanteras.